# 李銓 (光緒進士)
李銓（?—?），直隸省天津府天津縣人，清朝政治人物、同進士出身。
光緒九年（1883年），参加癸未科殿試，登進士三甲45名。同年五月，著交吏部掣签分发各省，以知县即用。1905年（光绪三十一年）任山東濮州（今併入河南濮阳市范縣）知州。